# Курило Олена Борисівна
Олена Борисівна Курило (18 жовтня 1890, Слонім, тепер Білорусь — після 1946) — українська мовознавиця, діалектолог, автор популярних підручників з української мови, творець української наукової термінології. Жертва сталінського терору.

## Життєпис
Олена Курило (дошлюбне прізвище невідоме) народилася 6 (18) жовтня 1890 року у старовинному місті Слонім Слонімського повіту Гродненської губернії Литовського генерал-губернаторства в єврейській сім'ї. 
1908 року почала навчання на філологічному відділі філософського факультету Кенігсберзького університету (університету «Альбертина»).
1911 року вступила на відділ слов'янознавства історико-філологічного факультету Вищих жіночих курсів при Варшавському університеті, які закінчила 1913 року, склавши іспити на звання учительки з педагогіки, історії педагогіки та методики російської мови. Її вчителями були, очевидно, Ю. Карський, Є. Тимченко, В. Погорєлов, О. Яцимирський.
Першим, хто збудив її інтерес до української культури та українського визвольного руху, був український мовознавець Євген Тимченко, представник «народницької» течії в українській лінгвістиці. Другим, хто вплинув на формування активної громадської позиції, був студент Варшавського університету Дмитро Курило, який невдовзі став її чоловіком, а згодом служив старшиною в армії УНР, був співробітником української дипломатичної місії у Варшаві.
У роки існування УНР Олена Курило вже жила в Києві. Там вона створила підручник української граматики для дітей, що витримав 13 перевидань. У свідомості мільйонів українських школярів він залишив чи не більший слід, ніж усі інші книжки тих років. «Це не була наукова праця, — згадував Ю. Шерех, — це був практичний підручник для дітей, …але він будив любов до своєї країни й мови і защеплював норми цієї мови».

### Термінологія
У цей же період Курило почала працювати над розробкою української термінології. 1918 року вийшов складений нею «Російсько-український словничок медичної термінології». Подальша її діяльність у цьому напрямку була пов'язана з роботою термінологічної комісії Українського наукового товариства.
До 1920 року комісія підготувала до видання 5 томів матеріалів, куди увійшли словники з різних галузей природознавства. Паралельно з нею у складі Української академії наук працювала правописно-термінологічна комісія з 4 секціями: технічною, правничою, правописною та природничою. У 1921—1923 рр. Курило викладає у Київському інституті народної освіти, але її приваблює більше наукова робота. У 1921 р., після приєднання Українського наукового товариства до Академії наук, обидві вказані вище комісії злилися, утворивши Інститут української наукової мови. Попри таку гучну назву, у перший рік існування інститут мав лише одну штатну посаду — старшого наукового співробітника, філолога-консультанта, яку посідала О. Курило.
Плідний внесок Олена Курило зробила в роботу над словником ботанічної номенклатури: вона переглянула та виправила понад 66 000 карток. До того ж, у 1923 році вийшов складений нею словник хімічної термінології, а 1925 року — анатомічний словник за її редакцією.

### Діалектологія
Окрім роботи в Інституті української наукової мови, О. Курило була постійною позаштатною співробітницею Фольклорно-етнографічної комісії, членом Комісії краєзнавства та Комісії історичної пісенності ВУАН, дійсним членом Діалектологічної комісії ВУАН. Ця діяльність теж потребувала чималих зусиль. Так, лише протягом 1923 р. за дорученням Етнографічної комісії ВУАН О. Курило зробила дві екскурсії на Чернігівщину та одну на Полтавщину. Вона зібрала близько 200 пісень, а також голосіння, шептання, казки, думи, легенди й окремі слова, що загалом становило великий діалектичний матеріал.

### Синтаксис і фразеологія
О. Курило чимало попрацювала в галузі синтаксису i фразеології. Одна з найцікавіших у цьому плані робіт — «Уваги до сучасної української літературної мови», яка вийшла в 1920 р. i тричі перевидавалась за її життя. Використаний при написанні «Уваг» багатий етнографічний матеріал дозволив авторці виявити деякі характерні особливості української народної мови, які можуть сприяти її використанню як базової для створення справжньої літературної української мови.
| «Народ у своєму розвиткові твердим ступає кроком тільки тоді, коли має за підставу ту живу, рідну мову, що її віками викохала собі народня психологія. І що більше українська інтелігенція хоче стати у пригоді народові, визволити його з темряви, підняти його культурний рівень, то більше вона повинна використовувати українську народню мову, вона повинна вчитися від народу висловлювати його думками, його психологією наукові правди. Такий є єдиний нормальний шлях, що ним може йти розвиток української літературної мови»[15]. |

Українська народна думка, виражена в народній мові, має багато матеріалу для абстрагування, багато фразеологічних зворотів, які можна було б використати в науковій мові, замість того, щоби вигадувати штучні, неприродні. Олена Курило підсумовувала:
Усталеної української наукової мови ми ще не маємо, але маємо всі підстави використати багатий арсенал народної мови, створити таку мову, якою б сам народ заговорив, дійшовши нормальним шляхом відповідного культурного рівня.

### Після припинення українізації
На початку 1930-х рр., коли розгорнулася кампанія цькування вітчизняних мовознавців за «націоналізм», плідна праця О. Курило була раптово перервана. Аби врятуватися від цькувань і подальшого арешту, вона, як і багато інших діячів української культури та науки, виїхала зі своїм цивільним чоловіком Климентом Квіткою до Москви, де займалася викладацькою діяльністю в Московському обласному педагогічному інституті. У 1934 К. Квітка був заарештований і засланий до 1937 в Караганду (Казахстан). Олена Курило, як вона сама свідчила пізніше на допиті, того ж року їздила до нього і, щоби підтримати чоловіка, прожила в Караганді 15 діб.

Після 1932 року жодна її праця не побачила світ, але надалі в пресі тривали нападки на кшталт:
Виразним представником… контрреволюційної програми української буржуазії в українському мовознавстві є, безумовно, Курило.
А у передмові до «Флори УСРР» видання 1935 року зазначено:
…протягом ряду років українські націоналісти вели контрреволюційну, шкідницьку роботу, яку вони спрямовували до відриву від СРСР Радянської України… через винищування в ботанічній українській термінології спільних з російською та іншими мовами Радянського Союзу слів, уживаних серед найширших українських трудящих мас… Ось ті лінії, якими йшла шкідницька „діяльність“, що її в ботанічній ділянці вели шкідник Яната, Курилиха та ін..
5 жовтня 1938 р. Олена Курило була заарештована й засуджена до 8 років таборів. Її звинувачували в належності до «українського контрреволюційного націоналістичного підпілля» (нібито вона була зв'язковою між УСРР, Москвою й українськими націоналістами, які відбували покарання на сході СРСР). Допити тривали два місяці, але попри постійний тиск слідчого, Курило не визнала висунутих їй звинувачень. Покарання відбувала теж у Караганді.
5 жовтня 1946 р. О. Курило вийшла на волю. Подальша доля її не відома, до наукової діяльності вона більше не повернулася.
Реабілітована 1989 року.

## Праці
Хронологічний порядок публікацій (тут охоплені всі її головні праці, але не можна цього сказати про дрібніші виступи й рецензії). Нічого не відомо про її праці, що лишилися недрукованими, за винятком згадки про підготований нею перший випуск ілюстрованого подільського діалектологічного словника.
- Початкова граматика української мови (1918). [Архівовано 2 квітня 2020 у Wayback Machine.]
- Рецензія на «Російсько-український словничок медичної термінології» (1918–1919).
- Рецензія на Є. Тимченко. Українська граматика для III і IV кляси шкіл середніх, (1918—1919)
- Курс українського правопису. Підручник для шкіл і самонавчання., (1919).
- Паралельні форми в українській мові, їх значення для стилю, (1923).
- Уваги до сучасної української літературної мови (1920). — 47 с.
  - Уваги до сучасної української літературної мови [Архівовано 9 жовтня 2021 у Wayback Machine.]. 2 вид., 1923
  - Уваги до сучасної української літературної мови [Архівовано 30 листопада 2020 у Wayback Machine.]  / Укр. акад. наук. — Вид. 3-тє. — Київ : Книгоспілка, 1925. — VII, 246, 5 с. — (Збірник історично-філологічного відділу ; № 8)
  - Уваги до сучасної української літературної мови [Архівовано 8 жовтня 2021 у Wayback Machine.] — Українське Видавництво, Краків-Львів. — 1942. — 199 с.
- Словник хемічної термінології (Проект), (1923)
- Рецензія на С. Кульбакін. Украинский язык, (1923)
- Програма для збірання етнографічних матеріялів, (1923).
- Рецензія на О. Синявський. Украинский язык, (1924).
- Реценздя на М. Йогансен. Украинский язык, (1924).
- Фонетичні та деякі морфологічні особливості говірки села Хоробричів на Чернігівщині, [Архівовано 26 вересня 2020 у Wayback Machine.] (1924).
- До характеристики і процесу монофтонгізації чернігівських дифтонгічних звуків, (1925).
- Як водили перегеню, (1925).
- Рецензія на J.Forchhammer. Die Grundlage der Phonetik, (1926).
- Словник ботанічної номенклятури, (1928).
- До питання про умови дисимілятивного акання,(1928).
- Спроба пояснити процес зміни є, о в нових закритих складах у південній групі українських діялектів, (1928). [Архівовано 30 листопада 2020 у Wayback Machine.]
- До питання про українські форми з ненаголошеним а на місці етимологічного о (багатий, гарячий та ін.), (1928).
- Матеріяли до української діялектології та фольклористики, (1928). [Архівовано 30 листопада 2020 у Wayback Machine.]
- Про незалежну від наголосу зміну а по м'яких консонантах та по j в українських діялектах, (1929).
- Рецензія на Н. Дурново. Введение в историю русского языка.(1929).
- Дещо до молдаванської діялектології та фолькльрристики. (1930).
- До поняття «фонема», (1930).
- Про українські безпідметові конструкції з присудковими дієприслівниками на -но, -то, (1930).
- До питання про походження північноукраїнських рефлексів — о, ue, we, wy, е. (1931).
- Les voyelles о et є en Ukrainien et leur transformation dans les syllabes fermees nouvelles. (1932).
- Збірник секції граматики української мови. Кн. 1 / Н.-д. ін-т мовознавства при Всеукр. акад. наук ; ред. О. Курило. — Київ : б. в., 1930. — V, 233, 2 с. [Архівовано 26 вересня 2020 у Wayback Machine.]

## Вшанування пам'яті
У Києві, Святошинський район, 2018 року одну з нових вулиць (Проектна 12916) названо ім'ям Олени Курило.